# Thomas Moran
Thomas Moran, född 12 februari 1837, död 25 augusti 1926, var en amerikansk konstnär.
Moran var elev till sin bror Edward Moran och influerades av William Turner. Han företog upprepade studieresor till Europa, där han bland annat besökte Frankrike och Italien. Förutom måleriet, som han huvudsakligen utövade som landskapskonst, arbetade Moran även som grafiker med träsnitt, litografi och etsningar.
Asteroiden 10372 Moran är uppkallad efter honom.